# Rudolf Muuß
Rudolf Muuß, auch Muuss, vollständiger Name: Rudolf August Edgar Muuß (* 24. April 1892 in Meldorf; † 31. Juli 1972 in Niebüll) war ein deutscher lutherischer Geistlicher, Heimatforscher, Politiker (CDU) und Autor.

## Leben und Wirken
Muuß stammte aus einem Pfarrhaus. Sein Vater Franz Muuß (1860–1955) war ab 1896 Pastor in Flensburg. Als Gymnasiast gründete Rudolf Muuß 1909 eine Gruppe des Wandervogel. Er studierte Theologie in Tübingen, Kopenhagen, Bonn, Marburg und Kiel. 1914 wurde er in Tübingen zum Dr. phil. promoviert. Seit seiner Zeit in Marburg war er mit Martin Rade befreundet und Vertreter eines bodenständigen Kulturprotestantismus. 1919 wurde er in Flensburg ordiniert. In der Zeit der Volksabstimmung in Schleswig war er Mitglied des Deutschen Ausschusses, hielt Versammlungen ab und wurde Chefredakteur des neugegründeten Flensburger Tageblattes, wo er unter dem Pseudonym Jens Paulsen schrieb. Nach den Abstimmungen kehrte er ins Pfarramt zurück. Er wurde zunächst Pastor in Tating und ab August 1930 in Stedesand, wo er bis zum Ende seiner Amtszeit am 1. August 1957 blieb.
Hier in Nordfriesland entwickelte er eine umfangreiche Tätigkeit auf kulturpolitischem Gebiet. 1926 verfasste er die Bohmstedter Richtlinien, die unter der Überschrift Wir Nordfriesen sind deutschgesinnt einerseits die Pflege und Förderung der nordfriesischen Sprache und Kultur in Schule und Kirche forderte, andererseits die Anerkennung als Nationale Minderheit ablehnte. Die Richtlinien wurden in kurzer Zeit von über 13.000 Menschen unterzeichnet. 1927 wurde er Vorsitzender des Nordfriesischen Vereins für Heimatkunde und Heimatliebe. 1930 wirkte er auf dem Friesenkongress in Husum an der Gründung des ersten Friesenrats für Nord-, Ost- und Westfriesland mit.
1933 war Muuß anfangs den Deutschen Christen zugetan, schloss sich dann aber schon im Herbst 1933 der Bekennenden Kirche an. Ab 1934 unterlag er einem Redeverbot außerhalb kirchlicher Räume.
Nach 1945 setzte er sich für den Neuaufbau gesellschaftlicher Gruppen ein. 1946 gehörte er dem ersten ernannten Landtag von Schleswig-Holstein an. Er war dort ab April 1946 Hospitant der CDU-Fraktion und gehörte dem Ausschuss für Volkswohlfahrt und dem sogenannten Euthanasieausschuss an. Ab 1945 war er mehrfach Mitglied im Kreistag von Südtondern, bis 1949 als CDU-, ab 1957 als FDP-Mitglied. Er baute den Nordfriesischen Verein wieder auf und gehörte 1947 zu den Gründern des Schleswig-Holsteinischen Heimatbunds (SHHB), dessen Vorsitzender er bis 1949 war. 1952 war er in Telgte Mitbegründer des Deutschen Heimatbundes.
Er setzte sich vor allem für die Pflege des Plattdeutschen ein, sammelte Plattdeutsch sprechende Pastoren im Plattdütschen Preesterkring, aus dem 1963 der Arbeidskrink Plattdüütsch in de Kark wurde, und rief 1952 ein Niederdeutsches Jahr aus, das mit Niederdeutschen Wochen begangen wurde.
Muuß wurde am Ort seiner langjährigen Wirkungsstätte, der Gemeinde Stedesand, begraben.

## Schriften
- Die altgermanische Religion nach kirchlichen Nachrichten aus der Bekehrungszeit der Südgermanen. Bonn: Ludwig 1914 (Diss.)
- Führer durch Flensburg. Flensburg: [A. Westphalen] [1920]
- Plattdütsche Karkenleeder. Bordesholm i. H.: H. H. Nölke 1925
- (mit Georg Ove Tönnies) Das junge Schleswig-Holstein. Neumünster: K. Wachholtz 1926
- (mit Conrad Borchling) Die Friesen. Breslau: Ferd. Hirt 1931
- Nordfriesische Sagen. Niebüll: Nordfriesische Rundschau G. m. b. H. 1932

Nachdruck: Husum :Husum-Dr.- und Verl.-Ges. 1992 (Nordfriesischer Verein für Heimatkunde und Heimatliebe: Heimatkundliche Schriften des Nordfriesischen Vereins ; H. 11) ISBN 3-88042-607-4.
- Rungholt: Ruinen unter der Friesenhallig. 3. Auflage. [Volksausg.] Westphal, Lübeck [1934].
- (posthum): Dat Niee Testament: plattdüütsch. Breklumer Verlag, Breklum 1975